# Apanteles intricatus
Apanteles intricatus är en stekelart som beskrevs av De Saeger 1944. Apanteles intricatus ingår i släktet Apanteles och familjen bracksteklar. Inga underarter finns listade i Catalogue of Life.